# Atotonilco, Michoacán de Ocampo
Atotonilco är en ort i Mexiko.   Den ligger i kommunen Contepec och delstaten Michoacán de Ocampo, i den sydöstra delen av landet, 130 km väster om huvudstaden Mexico City. Atotonilco ligger 2 322 meter över havet och antalet invånare är 1 401.
Terrängen runt Atotonilco är kuperad åt nordväst, men åt sydost är den platt. Runt Atotonilco är det ganska tätbefolkat, med 96 invånare per kvadratkilometer. Närmaste större samhälle är Tungareo, 15,4 km väster om Atotonilco. Trakten runt Atotonilco består till största delen av jordbruksmark.